# Karen Lynn Gorney
Karen Lynn Gorney (Beverly Hills, California, 28 de enero de 1945) es una actriz y cantante estadounidense.

## Biografía

### Primeros años
Nacida en Los Ángeles y criada en Nueva York, Gorney es hija del compositor Jay Gorney y de la actriz Sondra Gorney. Su familia es judía. Estudió actuación y lengua en la Universidad de Carnegie Mellon y en la Universidad Brandeis y posteriormente inició su carrera como actriz teatral en Nueva York y otras ciudades de Estados Unidos, donde interpretó obras de autores que iban desde Shakespeare a Neil Simon.   Asistió a la Escuela Superior de Artes Escénicas y después se licenció en Bellas Artes por la Universidad Carnegie Mellon y obtuvo un máster en Bellas Artes por la Universidad Brandeis.Karen es hermana de Daniel Gorney y hermanastra del escritor, profesor y médico Roderic Gorney, que ha enseñado durante muchos años en la UCLA.

## Carrera
En 1962, a los diecisiete años, debutó en el cine como actriz secundaria en el drama Elisa. Su siguiente trabajo fue en el film de 1970 The Magic Garden of Stanley Sweetheart. Entre 1970 y 1974 interpretó a Tara Martin Tyler Brent Jefferson en la serie All My Children. En 1972 actuó en la obra Dylan y en 1975 en el telefilm The Secret Night Caller y en un episodio de la serie Harry O.
Dos años más tarde, y gracias a sus conocimientos de danza, logró el papel más popular de su carrera en Saturday Night Fever, de John Badham. En este film interpretó a Stephanie Mangano, la compañera de baile de Tony Manero (John Travolta) y por la que éste siente una atracción especial. Pese a la popularidad adquirida por el film, decidió dejar de lado su carrera cinematográfica y se centró en la música y el teatro.
Después de una larga pausa en su carrera, durante la cual estableció una galería de arte en Manhattan, realizó colaboraciones en las películas The Hard Way, en 1991, y en Hombres de negro, en 1997. Regresó a All My Children en 1995 en diferentes cameos. Fue también actriz invitada en varios programas de televisión, entre ellos Law & Order, Los Soprano y Six Degrees.
También apareció en VH1 en el episodio "Disco Ruled the World" y fue entrevistada por este y varios canales televisivos y programas estadounidenses y británicos, para promover el 30 aniversario del estreno de Saturday Night Fever y el álbum de Bee Gees Greatest Hits. Además, trabajó en la obra Monsterface en el Irish Rep Theater.

### Carrera musical
En 1979 produjo, escribió y grabó su primer álbum como cantante, Used to Love You Madly, cuyo corte de difusión fue "Love the Way You Love". A finales de la década de 1970, creó su propia banda de jazz-funk-pop, Wendigo, y actuó en diversos cafés y clubs de jazz de Nueva York. Entre 1980 y 1982, trabajó como profesora de interpretación y danza en la Jo Jo's Dance Factory de Broadway.

## Filmografía

### Cine y televisión
- 1962 David and Lisa - Josette
- 1970 The Magic Garden of Stanley Sweetheart - Alicia
- 1970 All My Children
- 1977 Saturday Night Fever - Stephanie
- 1991: The Hard Way - Mujer en el tren subterráneo
- 1992: Law & Order, temporada 2 - episodio: "Cradle to Grave"
- 1996 Ripe - Janet Wyman
- 1997 Men in Black - Anunciadora
- 1998 Law & Order, temporada 8: "Grief"
- 1999 Cradle Will Rock - Bailarina
- 1999 Final Rinse - Mrs. Parnell
- 2005 Searching for Bobby D - Mrs. Argano
- 2006 Los Soprano, temporada 6 - episodio: "Moe and Joe"
- 2006 Six Degrees - episodio: The Puncher
- 2006 Six Degrees - episodio: "A New Light"
- 2008 Dear J, de Roberto Muñoz y Mann Muñoz
- 2010 Bronx Paradise, de Wayne Gurman y William Lappe
- 2010 The Imperialists Are Still Alive!, de Zeína Durra
- 2010 One Hundred Years of Evil, de Erik Eger y Magnus Oliv.
- 2014 Late Phases, de Adrián García Bogliano